# 周治平 (微电子学家)
周治平（？—），男，中国微电子学家，北京大学信息科学技术学院教授，研究领域为纳米科学与技术等，国际光学工程学会会士、中国光学工程学会常务理事、中国教育部第六批“长江学者”特聘教授，参与“863”计划等多个重点项目。著有《硅基光电子学》。

## 生平
1982年和1984年先后取得华中科技大学学士、硕士学位，1993年取得乔治亚理工学院博士学位。
后在北京大学信息科学技术学院担任教授。

## 学术兼职
国际光学工程学会会士、英国工程技术学会会士、美国光学学会会士、中国光学工程学会常务理事、中国光学学会荣誉理事。
Photonics Research 创刊主编，美国光学学会主编委员会成员。